# Illa de Hawaii
L'illa de Hawaii (en hawaià: Hawaiʻi) és una de les illes majors de l'arxipèlag de Hawaii, que formen l'estat de Hawaii.
Se la coneix també amb el malnom de Big Island, ja que és l'illa més gran i, d'aquesta forma, s'evita la confusió entre el nom de l'illa i de l'estat. L'origen del nom Hawaiʻi té dues explicacions. Per una banda, s'atribueix el descobriment de les illes Hawaii al navegant polinesi llegendari Hawaiʻiloa. Una altra explicació deriva de la terra llegendària Hawaiki, o Havaiki, lloc d'origen dels polinesis, o el lloc on retornen les ànimes després de la mort. La relació amb Hawaiki també s'explica a l'illa Savai'i de Samoa, i en altres indrets de la Polinèsia. Els primers exploradors transcrivien el nom com a Owhyhee.
La població estimada l'any 2023 és de 207.615 habitants.

## Geografia
Hawaii és l'illa més meridional de l'arxipèlag. Les illes més properes al sud són les illes de la Línia. Cap al nord, es troba l'illa de Maui, amb el volcà Haleakala, visible a través del canal Alenuihaha.
L'illa de Hawaii s'ha anat formant per l'activitat de cinc volcans diferents: Kohala (extingit), Mauna Kea (inactiu), Hualalai (inactiu), Mauna Loa (actiu) i Kilauea (molt actiu). Els dos últims són al Parc Nacional dels Volcans (Hawaiʻi Volcanoes National Park).
L'illa té un màxim de 150 km d'amplada, i una superfície total de 10.433 km², un 63% del total de l'estat. Com que els volcans Mauna Loa i Kilauea són actius, l'illa encara està creixent. Entre el gener del 1983 i el setembre del 2002, la lava del Kilauea va afegir 2,2 km² estenent la costa sobre el mar. A 29 km al sud-est es troba el volcà submarí Loʻihi. Actualment està a 975 m sota el nivell del mar, però s'estima que l'activitat volcànica el farà sobresortir de l'aigua i, posteriorment, s'acabarà unint al Kilauea, fent molt més gran l'illa.

## Economia
La canya de sucre va ser la base de l'economia de Hawaii durant més d'un segle. A la meitat del segle xx, va començar a disminuir la seva producció i el 1996 es va tancar l'última plantació de canya de sucre.
Avui la principal activitat econòmica es basa en el turisme, centrat primordialment en el litoral de sotavent, en els districtes de North Kona i South Kohala. L'agricultura diversificada és un sector creixent amb plantacions de nous de macadàmia, papaia, flors i cafè. De fet, l'illa també s'anomena The Orchid Isle, ja que les seves orquídies tenen bona reputació. La flor lehua blossom (Metrosideros polymorpha) és un símbol de Hawaii. És una flor que surt d'un arbust que creix a la lava.

## Llocs d'interès
- Hilo, amb una població de 40.759 habitants al cens del 2000, és la ciutat més gran de Hawaii i la segona de l'estat. És la seu del comtat de Hawaii i de la Universitat de Hawaii.
- Kailua-Kona és la segona ciutat de l'illa, i ciutat turística.
- El Hawaiʻi Volcanoes National Park inclou els volcans actius Kilauea i Mauna Loa.
- Puʻuhonua o Hōnaunau és el Parc Històric Nacional.
- Huliheʻe Palace és el palau reial dels antics monarques, a Kailua-Kona.
- ʻAkaka Falls és el salt d'aigua més alt de l'illa.
- Observatori Mauna Kea.